# Кровавый кулак 4: Смертельная попытка
«Кровавый кулак 4: Смертельная попытка» (англ. Bloodfist 4: Die Trying) — кинофильм.

## Сюжет
Дэнни Холт, человек занимающийся конфискацией автомобилей с непогашенным кредитом. Однажды очередная конфискация заканчивается тем, что оскорблённые бывшие владельцы машины, контрабандисты оружия, начинают мстить. В числе прочих акций, они крадут дочь главного героя… деваться ему некуда, он вынужден нанести ответный удар возмездия…

## Создатели фильма

### В ролях
- Дон Уилсон — Дэнни Холт
- Аманда Уисс — Шеннон
- Кэйл Браун — Вайсс
- Джон Агро — агент ФБР №1
- Стефен Джеймс Карвер — детектив Строукс
- Ленни Читрано — Тони
- Джон Крэйн — охранник
- Джордж К. Цыбульски — Ларри
- Гэри Дэниелс — Лицо со шрамом (Скарфейс)

### Съёмочная группа
- Режиссёр — Пол Зиллер
- Авторы сценария — Пол Зиллер, Роб Кершнер
- Продюсер — Майк Эллиотт
- Редактор — Дэвид Битти
- Композитор — Дэвид Вюрст, Эрик Вюрст
- Оператор — Кристиан Зебальдт